# 高橋西駅 (寧波市)
高橋西駅（こうきょうにしえき）は、中華人民共和国浙江省寧波市海曙区高橋鎮に位置する寧波軌道交通1号線の駅である。

## 歴史
- 2014年5月30日：開業[1]。

## 駅構造
島式ホーム1面2線を有する高架駅。

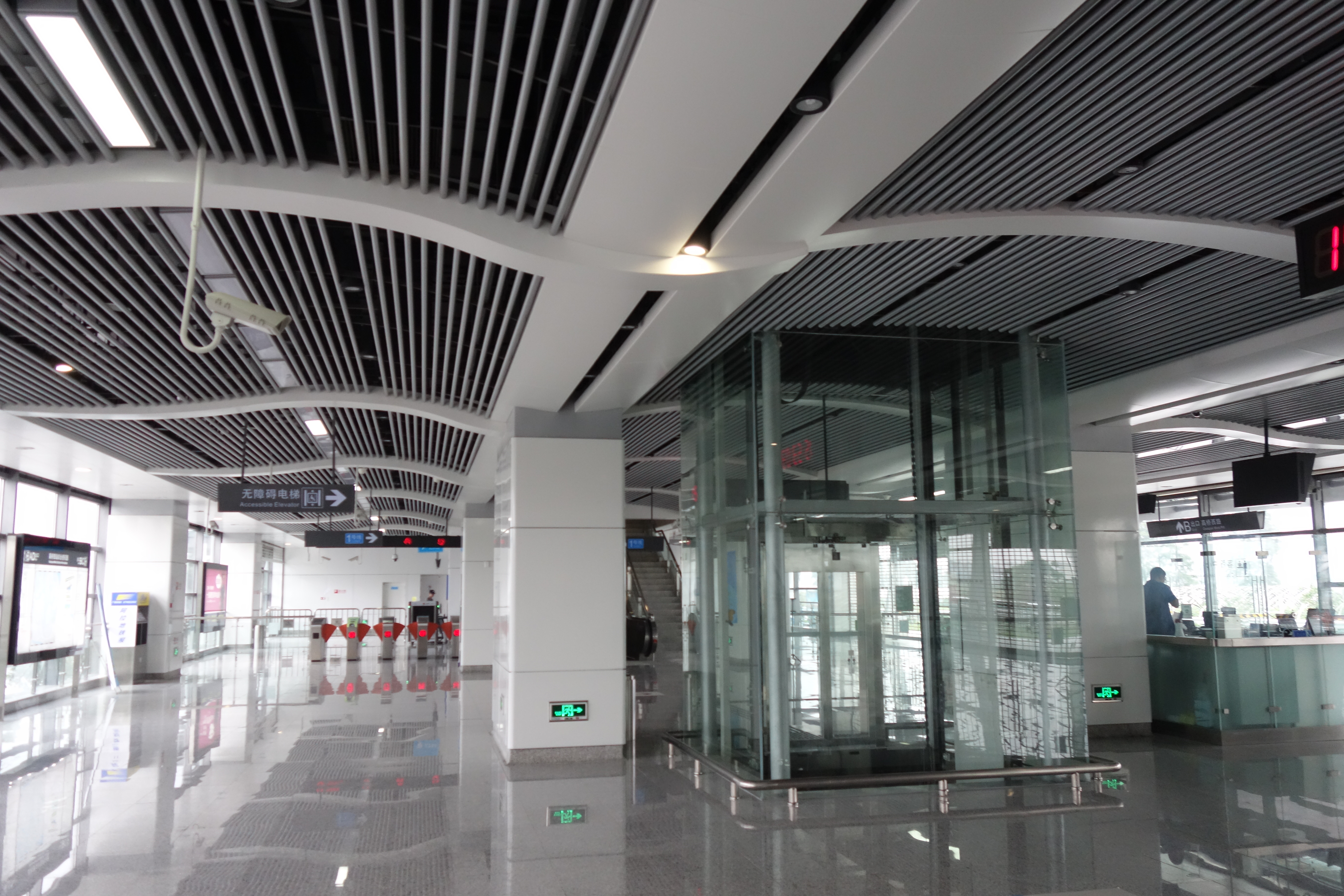
コンコース
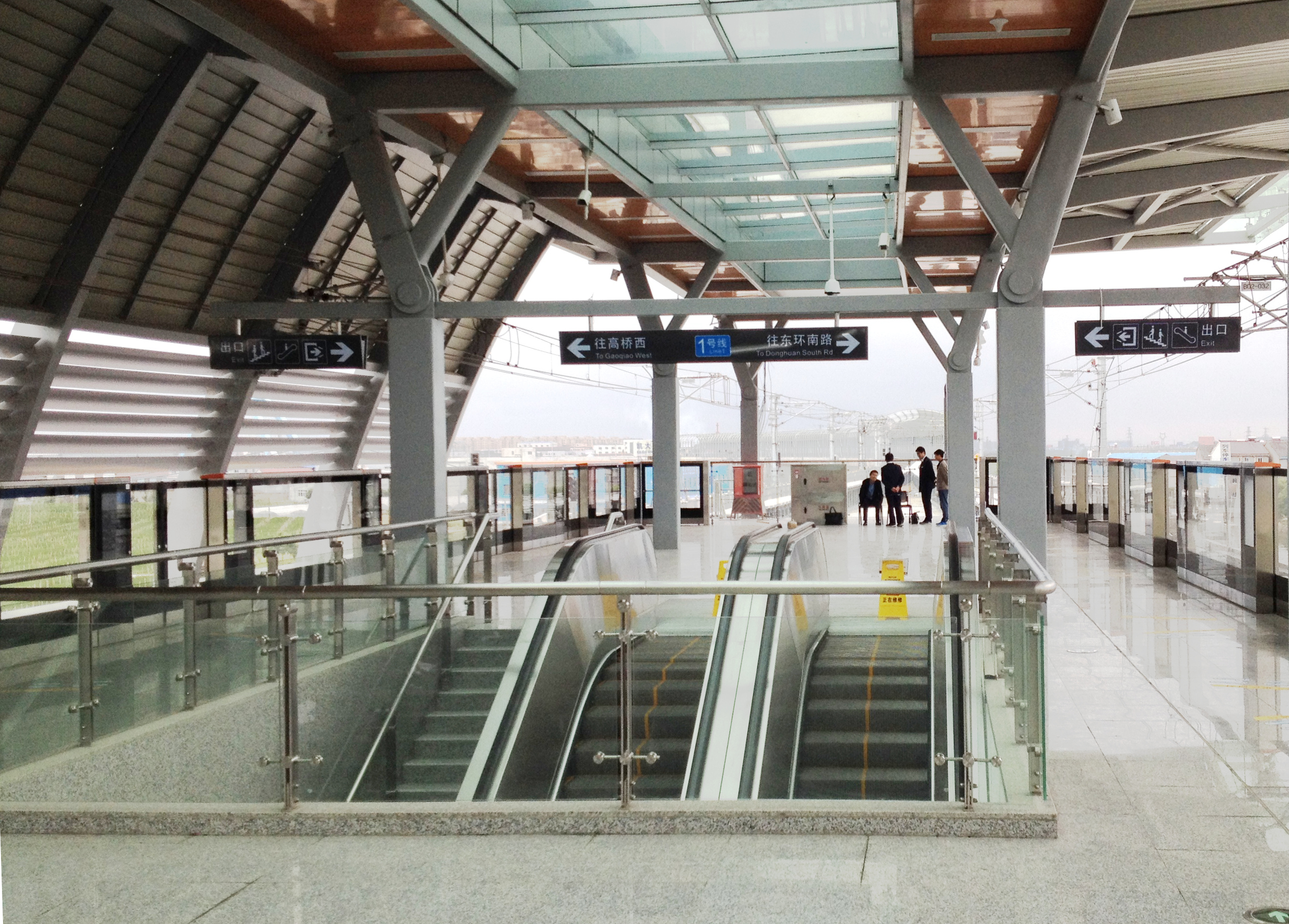
ホーム

## 隣の駅
寧波軌道交通
■ 1号線
高橋西駅 - 高橋駅